# Zagrebačka žbica
Zagrebačka žbica je športsko-rekreativno-prometno-edukativna manifestacija u Hrvatskoj. tradicionalna vožnja biciklima zagrebačkim ulicama. Cilj je promicati toleranciju i prometnu kulturu među svim sudionicima u prometu. Drugog posebnog cilja Žbica nema, osim poruke da vozači bicikala vole što se voze biciklom. Organiziraju ju Udruga Bicikl i bicikl.com. Ovom se manifestacijom simbolično zatvara Europski tjedan mobilnosti u Hrvatskoj.

## Povijest
Prva je vožena na Dan bez automobila 2000. godine.
Nastala je kao dio obilježavanja Dana bez automobila sa željom veće vidljivosti i ravnopravnosti biciklista te promicanja tolerancije i prometne kulture među svim sudionicima u prometu.
Otad se održava svake godine na 22. rujna, bez obzira na dan u tjednu. Sudionici se okupljaju na Europskom trgu ispod luka za start na početku Palmotićeve ulice. Odvija se u redovnom režimu prometa uz policijsku pratnju na biciklima. Polazak je točno u 18 sati ako Žbica padne u radni dan, a ako je vikend (subota i nedjelja) onda se kreće točno u 12 sati. Svi sudionici voze na vlastitu odgovornost. Dužina vožnje je 7 km. Održava se bez obzira na broj sudionika i bez obzira na vremenske prilike, bilo da je sunčano ili kišovito.

## Vanjske poveznice
- [neaktivna poveznica] Krešimir Vešnik: Odvožena tradicionalna "Zagrebačka žbica", 22. rujna 2019.